# معاداة الفيدرالية

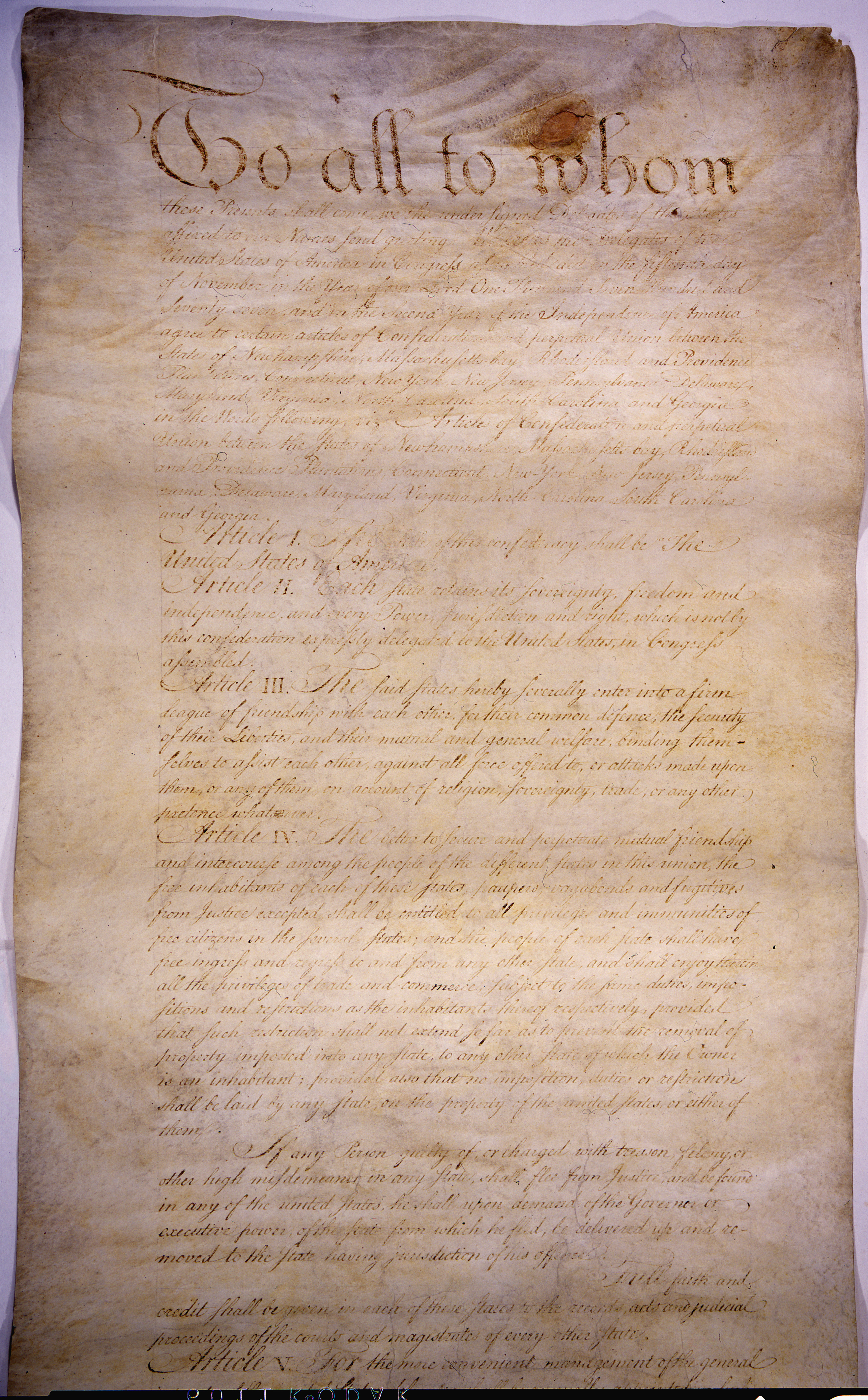

عارضت حركة معاداة الفيدرالية التي انتشرت في أواخر القرن الثامن عشر إنشاء حكومة اتحادية أمريكية أقوى، وعارضت لاحقًا التصديق على دستور 1787 أيضًا. أعطى الدستور السابق المسمى «وثائق الكونفدرالية والاتحاد الدائم» حكومات الولايات سلطة أكبر. كان المناهضون للفدرالية بزعامة باتريك هنري من ولاية فرجينيا قلقين من تحول طبيعة الرئاسة إلى ملكية. استُبدِلَت وثائق الكونفدرالية بالدستور الجديد، ولكن استمر تأثير النفوذ المعادي للفدرالية بمساهمته في إقرار قانون حقوق الولايات المتحدة.

## نقاط رئيسية
- اعتقدوا أن الدستور يحتاج إلى قانون حقوق.
- اعتقدوا أن الدستور سيُنشئ رئاسة قوية قد تتحول إلى ملكية.
- اعتقدوا أن الدستور لم يملك الكثير من القوانين المنظمة للمحاكم وأن ذلك سيخلق قضاء خارجًا عن السيطرة.
- اعتقدوا أن الحكومة الوطنية ستكون بعيدة جدًا عن الشعب؛ وبالتالي لن تستجيب للاحتياجات المحلية.
- اعتقدوا أن الدستور سيلغي سلطة الولايات جزئيًا على الأقل.[1]

## نبذة تاريخية
أُطلِق لقب فيدرالي خلال الثورة الأمريكية وما أعقبها مباشرةً على أي شخص يدعم الاتحاد الاستعماري والحكومة المتشكلة بموجب وثائق الكونفدرالية. أمّا بعد الحرب، خصصت المجموعة التي شعرت أن الحكومة المتشكلة بموجب الوثائق ضعيفة للغاية لقب الفيدراليين لأفرادها. كتب المؤرخ جاكسون تيرنر ماين: «بالنسبة إليهم، فالشخص صاحب المبادئ الفيدرالية هو من يوافق على التدابير الفيدرالية، وهذا يعني التدابير التي تزيد من ثقل وسلطة الكونغرس الكونفدرالية أو تمدد نفوذه».
أطلق الفيدراليون لقب معادي الفيدرالية على من عارضوهم في حركتهم لتعديل الوثائق التي أدت في النهاية إلى الاجتماع الدستوري. استُخدِم اللقب لوصف معارضي الكونغرس والدوافع غير الوطنية. رفض معادو الفيدرالية هذا اللقب بحجة أنهم الفيدراليون الحقيقيون، وحاولوا استرجاع اللقب في مراسلاتهم ومجموعاتهم المحلية. على سبيل المثال: قام شخص مجهول معاد للفيدرالية بتوقيع مراسلاته العامة باسم «فيدرال فارمر»، وسُمِّيَت لجنة نيويورك المعارضة للدستور باسم «اللجنة الجمهورية الفيدرالية». ومع ذلك، انتصر الفيدراليون في هذا الأمر وبقي لقب معاداة الفيدرالية عالقًا إلى الأبد.
ضم مصطلح معادي الفيدرالية طيفًا من الأشخاص، بما في ذلك الفئات المعارضة للدستور الذين اعتقدوا أن الحكومة القوية تهدد سيادة وهيبة الولايات أو الإدارات المحلية أو الأفراد؛ وأولئك الذين رأوا أن الحكومة الجديدة عبارة عن نظام ملكي متخف بهيئة أخرى تحل محل الاستبداد الشامل السابق لبريطانيا العظمى؛ وأولئك الذين يخشون تهديد الحكومة الجديدة لحرياتهم الشخصية. اعتقد بعض المعارضين أن الحكومة المركزية المتشكلة بموجب وثائق الكونفدرالية كانت مناسبة، بينما استمر آخرون بالاعتقاد أنّ الحكومة الوطنية بموجب الوثائق كانت ضعيفة للغاية، وأن الحكومة الوطنية المتشكلة بموجب الدستور ستكون قوية للغاية. يدّعي معادو الفيدرالية أن الدستور نصّ على تشكيل حكومة مركزية لا حكومة فيدرالية (يعترف جيمس ماديسون في أوراق الفيديراليست أن الدستور الجديد يملك خصائص تدعم الشكل المركزي والفيدرالي للحكومة) وأن الحكومة الفدرالية الحقيقية ستكون جامعة للولايات كما هو حال الحكومة المتشكلة بموجب وثائق الكونفدرالية.
نُشِرَت العديد من الخطب والمقالات المحلية المستقلة في جميع أنحاء البلاد خلال فترة التصديق على الدستور. في البداية، كُتِبَت العديد من المقالات المعارضة بأسماء مستعارة مثل «بروتوس» (قد يكون ميلانكتون سميث) و«سينتينيل» (قد يكون سامويل برايان) و«فيدرال فارمر». بينما خرجت في نهاية المطاف شخصيات ثورية مشهورة مثل باتريك هنري علنًا ضد الدستور، وجادلوا بأن الحكومة الوطنية القوية التي اقترحها الفيدراليون ستشكل تهديدًا لحقوق الأفراد وأن الرئيس سيصبح ملكًا، واعترضوا أيضًا على نظام المحاكم الفيدرالية الذي أنشأه الدستور المقترح. أنتج جميع ما سبق مجموعة هائلة من الكتابات السياسية المحفوظة ضمن مجموعات؛ إذ جمع المؤرخون أفضل المقالات والخطب وأهمها ضمن مجموعة معروفة باسم «الأوراق المعادية للفيدرالية» في إشارة إلى سلسة الفيدراليين المعروفة باسم «أوراق الفيديراليست».
كانت المعارضة للدستور في العديد من الولايات قوية (على الرغم من مصادقة ديلاوير وجورجيا ونيوجيرسي بسرعة دون جدال يذكر)؛ إذ منعت ولايتا كارولينا الشمالية ورود آيلاند التصديق على الدستور إلى أن أجبرتهم الحكومة المتشكلة بموجبه عمليًا على المولاة. كان مذهب الفردانية من أقوى عناصر المعارضة للدستور. وبشكل عام، رغب الجميع أو شعر بضرورة إنشاء وثيقة للحقوق. كانت معارضة الدستور في رود آيلاند قوية للغاية؛ إذ كادت حرب أهلية تندلع في 4 يوليو من عام 1788 عندما سار معادو الفيدرالية في حزب البلد بقيادة القاضي وليام ويست إلى بروفيدنس مع أكثر من 1000 محتج مسلح.
لعب معادو الفيدرالية على هذه المشاعر في اتفاقية التصديق في ماساتشوستس. وبحلول هذا الوقت، صادقت خمس ولايات على الدستور بسهولة نسبية، لكن اتفاقية ماساتشوستس كانت أكثر إثارة للجدل والخلاف. بعد نقاش طويل، توصل الخلاف إلى حل وسط (معروف باسم «تسوية ماساتشوستس»)؛ إذ ستصادق ماساتشوستس على الدستور بالأحكام الموصى بها في صك التصديق بعد تعديل الدستور بإضافة وثيقة حقوق. اعتقد الفيدراليون أن التصديق المشروط سيكون باطلًا، لذا كان تزويد الاتفاقية بوثيقة حقوق أفضل من رفض الدستور.
طالبت ولايات نيو هامبشير وفرجينيا ونيويورك بوثيقة حقوق مماثلة في صكوك التصديق الخاصة بها. وبمجرد أن أصبح الدستور ساري المفعول في عام 1789، أضاف الكونغرس مجموعة تضم اثني عشر تعديل إلى الدستور. صدّقت الولايات على عشرة من هذه التعديلات على الفور وأصبحت هذه التعديلات معروفة باسم وثيقة الحقوق، وأضيف أحد التعديلين الآخرين -التعديل السابع والعشرون- بعد 200 عام تقريبًا. وهكذا لم تذهب جهود معادي الفيدرالية سدىً، وأصبحوا مجموعة مؤثرة بين الآباء المؤسسين للولايات المتحدة.
تلاشت الحركة المعادية للفيدرالية مع إقرار الدستور ووثيقة الحقوق. انضم بعض النشطاء إلى الحزب المعادي للإدارة الذي شكله جيمس ماديسون وتوماس جيفرسون بين الأعوام 1790-1791 لمعارضة سياسات وزير الخزانة ألكساندر هاملتون، وسرعان ما أصبحت هذه المجموعة الحزب الديمقراطي الجمهوري. عندما تولى جيفرسون منصبه كرئيس ثالث في عام 1801، استبدل الفدراليون المعينون بجمهوريين ديمقراطيين، وسعى إلى التركيز على القضايا التي تسمح للولايات بالتحكم بقراراتها الخاصة. ألغى كذلك ضرائب الويسكي والضرائب الفيدرالية الأخرى، وأغلق بعض المكاتب الفيدرالية وسعى لتغيير النظام المالي الذي أنشأه هاملتون.